# 导演剪辑版
導演剪輯版，是电影、电视剧等影片或歌曲在原始的版本上加长内容的另一种版本。主要用于电影与电视剧。

## 影片的導演剪輯版
一部电影杀青后，在投放到电影院上映之前，要进行严密的后期制作，其中还要进行对影片的剪辑，而影片剪辑的工作不仅仅是要把零碎的镜头片段连接起来，当然还要考虑到整部影片的放映时间，所以在剪辑的过程中会把多余、不重要的内容给删剪掉，只保留在电影院放映的内容。然而随后所推出的正版DVD或蓝光光碟会把之前所考虑的电影院放映时间给删剪的内容给重新加入片中，另外导演还会在其中补拍了部分原来删剪的内容所没有的场景。